# Valle di Blenio
Le Valle di Blenio est une vallée du canton du Tessin en Suisse.

## Géographie
Située entre la ville de Biasca et le col du Lukmanier (ou Lucomagno), elle est parcourue  par le Brenno qui s'y écoule pour finir sa course dans le Tessin, à Biasca.

## Culture et traditions
La vallée abrite un musée d'histoire et d'ethnographie. Il se trouve dans un bâtiment du XVe siècle. Ses collections portent sur l'économie agro-pastorale et l'artisanat. Elles comprennent des éléments relatifs à la viticulture, au travail du fer (ferronnier, maréchal-ferrant), à l'ébénisterie (meubles sculptés), au travail du moulin, etc. Une salle porte sur l'art sacré (peintures et sculptures) dont un incunable de Leonardo Pachel, œuvre provenant de la chapelle Saint-Remigio de Corzoneso. Une autre salle est consacrée à l'habillement traditionnel.

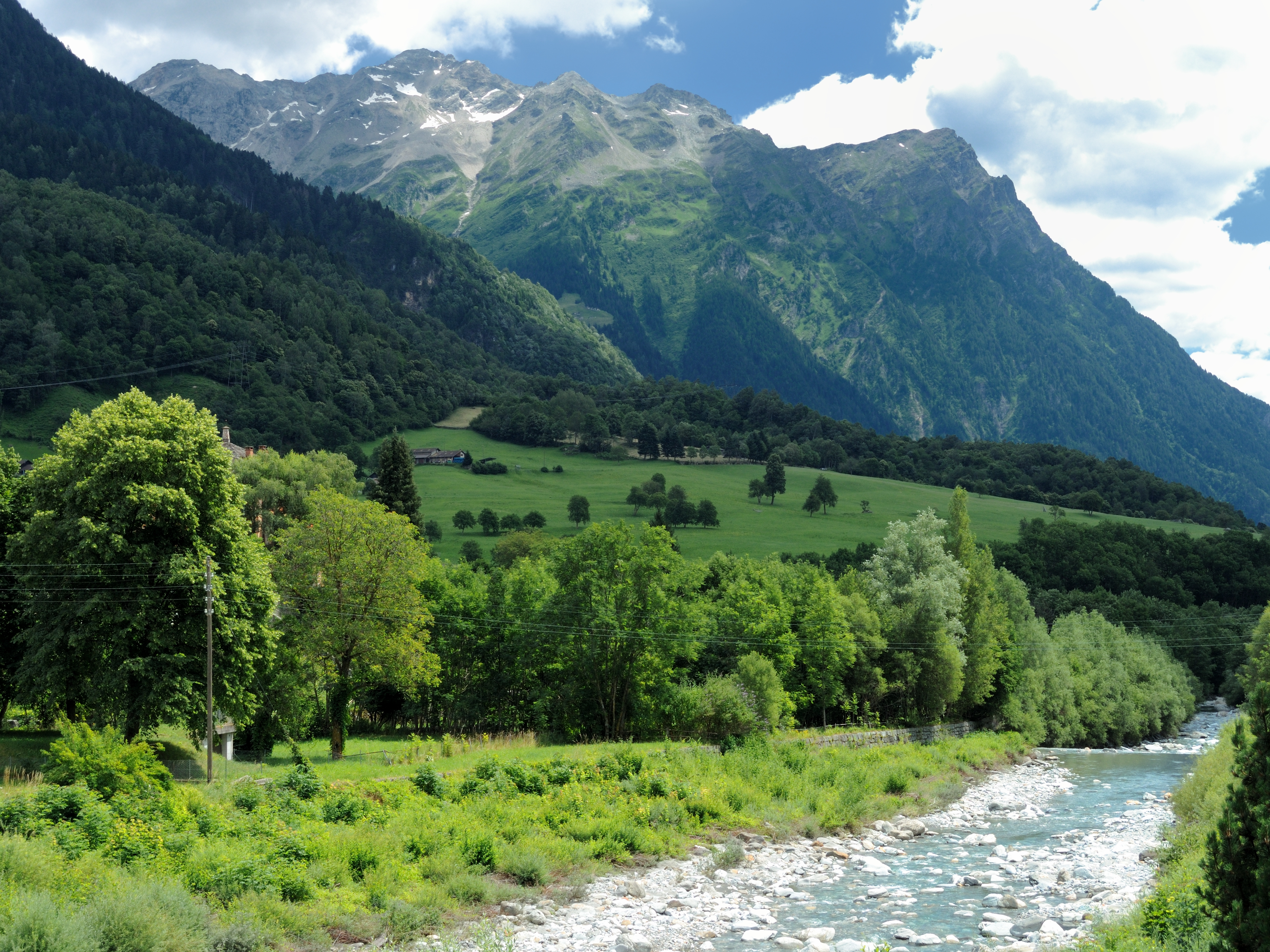
Paysage du Valle di Blenio marqué par l'agro-pastoralisme. Au tout premier plan le Brenno, au deuxième plan les pâturages, au fond la Cima di Gana Bianca.